# Ernest Peirce
Ernest Peirce   (Somerset West, 25 de setembre de 1909 - Apache Junction, 23 de gener de 1998) va ser un boxejador sud-africà que va competir durant les dècades de 1930 i 1940.
El 1932 va prendre part en els Jocs Olímpics de Los Angeles, on guanyà la medalla de bronze de la categoria del pes mitjà  del programa de boxa, en perdre la semifinal contra Carmen Barth i guanyar el combat pel bronze a Roger Michelot.
Dos anys abans, el 1930, guanyà la medalla de bronze del pes mitjà als Jocs de l'Imperi Britànic de Hamilton. Fou campió amateur de Sud-àfrica del pes mitjà entre 1930 i 1932. Posteriorment, entre 1932 i 1942, fou professional, amb un balanç de 64 victòries, 26 derrotes i 15 combats nuls.